# Timeless (álbum de Sérgio Mendes)
| Críticas profissionais                                                      | Críticas profissionais |
| Pontuações agregadas                                                        | Pontuações agregadas   |
| Fonte                                                                       | Avaliação              |
| --------------------------------------------------------------------------- | ---------------------- |
| Metacritic                                                                  | (60/100)               |
| Avaliações da crítica                                                       |                        |
| Fonte                                                                       | Avaliação              |
| Allmusic                                                                    | [ 2 ]                  |
| Okayplayer                                                                  | [ 3 ]                  |
| Rolling Stone                                                               | [ 4 ]                  |
| Esta tabela precisa de ser acompanhada por texto em prosa. Consulte o guia. |                        |

"Timeless" é um álbum de estúdio, gravado e lançado pelo pianista brasileiro Sérgio Mendes, e produzido pelo rapper e produtor musical estadunidense will.i.am. O álbum foi lançado em 13 de fevereiro de 2006 pelas editoras discográficas Concord Records e will.i.am Music Group. O álbum conta com muitos artistas de neo soul como convidados, e também de hip hop alternativo, incluindo John Legend, Q-Tip e Justin Timberlake. O primeiro single do álbum, "Mas Que Nada", foi destaque em comerciais como o Joga Bonito da Nike Football, e nas trilhas sonoras dos vídeo games EA Sports NBA Live 07 e 2006 FIFA World Cup. Mais dois singles foram lançados do álbum "That Heat" e "Yes Yes Y'all". O álbum abrange diversos estilos, combinando neo soul, bossa nova, samba, hip hop, e até mesmo reggaeton.

## Singles
- Mas que Nada foi p primeiro single do álbum, lançado em 29 de Maio de 2006 a canção contou com a participação do grupo de Hip hop estadunidense The Black Eyed Peas.[8] O singles alcançou a primeira posição nas paradas musicais do Brasil, e a decima primeira na paradas de Dance music do páis, chegando a decima terceira posição na Billboard Hot Dance Club Play,[9] e a decima sétima na Billboard Global Dance Songs.[10] A canção ficou ainda entre as dez mais tocadas em países como Reino Unido, Suíça, República Checa, Bélgica, e Alemanha,[11] chegando a primeira posição na  Hungria e nos Países Baixos.[12] Recebendo ainda a certificação de Ouro no Brasil pela ABPD.[13] A versão original da canção foi lançada por Jorge Ben Jor, para seu primeiro álbum "Samba Esquema Novo" de 1963. Mais tarde em 1966 ela foi lançada como single pelo próprio Sérgio Mendes junto com seu grupo Brasil '66 para o álbum Herb Alpert presents Sergio Mendes & Brazil 66, essa versão teve grande sucesso comercial no Estados Unidos alcançando a posição 47º na Billboard Hot 100,[14] e ficando entre as cinco melhores colocadas na Adult Contemporary da revista americana Billboard.[15]
- That Heat foi lançado em 4 de Agosto de 2006 como segundo single do disco.[16] O single foi indicado ao Grammy Awards na categoria "Melhor Performance Urbana/Alternativa".
- Yes, Yes Y'all foi lançado como terceiro single do álbum em 1 de Dezembro de 2006, tendo a participação de Chali 2na, Debi Nova, Black Thought e Will.i.am.[17]

## Faixas
| N.º | Título                                                                 | Compositor(es)                                                              | Produtor(s) | Duração |  |
| 1.  | "Mas Que Nada" (com The Black Eyed Peas)                               | Jorge Ben Jor                                                               | Will.i.am   | 4:22    |  |
| 2.  | "That Heat" (com Erykah Badu & Will.i.am)                              | Will Adams, Norman Gimbel, Henry Mancini                                    | Will.i.am   | 4:13    |  |
| 3.  | "Berimbau Consolação" (com Gracinha Leporace & Stevie Wonder)          | Vinícius de Moraes, Baden Powell                                            | Will.i.am   | 4:22    |  |
| 4.  | "The Frog" (com Q-Tip & Will.i.am)                                     | João Donato                                                                 | Will.i.am   | 3:50    |  |
| 5.  | "Let Me" (com Jill Scott & Will.i.am)                                  | Norman Gimbel, Baden Powell                                                 | Will.i.am   | 4:14    |  |
| 6.  | "Bananeira (Banana Tree)" (com Mr. Vegas & Will.i.am)                  | João Donato, Gilberto Gil                                                   | Will.i.am   | 3:14    |  |
| 7.  | "Surfboard" (com Will.i.am)                                            | Tom Jobim                                                                   | Will.i.am   | 4:31    |  |
| 8.  | "Please Baby Don't" (com John Legend)                                  | John Legend                                                                 | Will.i.am   | 4:09    |  |
| 9.  | "Samba da Bencao (Samba of the Blessing)" (com Marcelo D2)             | Vinícius de Moraes, Baden Powell                                            | Will.i.am   | 4:38    |  |
| 10. | "Timeless" (com India.Arie)                                            | Printz Board, Sergio Mendes                                                 | Will.i.am   | 3:54    |  |
| 11. | "Loose Ends" (com Pharoahe Monch, Justin Timberlake & Will.i.am)       | Will Adams, Alan Bergman, Marilyn Bergman, Sergio Mendes, Justin Timberlake | Will.i.am   | 5:32    |  |
| 12. | "Fo'-Hop (Por Trás de Brás de Pina)" (com Guinga & Marcelo D2)         | Guinga                                                                      | Will.i.am   | 3:13    |  |
| 13. | "Lamento (No Morro)" (com Maogani Quartet)                             | Antonio Carlos Jobim                                                        | Will.i.am   | 3:21    |  |
| 14. | "E Menina (Hey Girl)" (com Will.i.am)                                  | João Donato, Gutemberg Guarabyra                                            | Will.i.am   | 3:31    |  |
| 15. | "Yes, Yes Y'All" (com Chali 2na, Debi Nova, Black Thought & Will.i.am) | Will Adams, Bob Dorough, Charles Stewart, Tariq Trotter, Ben Tucker         | Will.i.am   | 5:09    |  |

## Desempenho nas paradas
| \| Paradas (2006) \| Melhor posição \| \| ------------------------------------------- \| -------------- \| \| Alemanha (Offizielle Deutsche Charts)[18] \| 51 \| \| Áustria (Ö3 Austria Top 40)[19] \| 21 \| \| Bélgica (Ultratop Flandres)[20] \| 17 \| \| Bélgica (Ultratop Valônia)[21] \| 59 \| \| Estados Unidos (Billboard 200)[22] \| 44 \| \| Estados Unidos (Top R&B/Hip Hop Albums)[23] \| 39 \| \| França (SNEP)[24] \| 31 \| \| Itália (Italy Albums Top 100)[25] \| 21 \| \| Países Baixos (Dutch Charts)[26] \| 5 \| \| Reino Unido (UK Album Chart)[27] \| 15 \| \| Reino Unido (UK R&B Albums Chart)[28] \| 8 \| \| Suíça (Schweizer Hitparade)[29] \| 31 \| |                |
| Paradas (2006) | Melhor posição |
| Alemanha (Offizielle Deutsche Charts) | 51             |
| Áustria (Ö3 Austria Top 40) | 21             |
| Bélgica (Ultratop Flandres) | 17             |
| Bélgica (Ultratop Valônia) | 59             |
| Estados Unidos (Billboard 200) | 44             |
| Estados Unidos (Top R&B/Hip Hop Albums) | 39             |
| França (SNEP) | 31             |
| Itália (Italy Albums Top 100) | 21             |
| Países Baixos (Dutch Charts) | 5              |
| Reino Unido (UK Album Chart) | 15             |
| Reino Unido (UK R&B Albums Chart) | 8              |
| Suíça (Schweizer Hitparade) | 31             |

## Prêmios e indicações
| Ano  | Cerimônia     | Categoria                                    | Resulto  |
| ---- | ------------- | -------------------------------------------- | -------- |
| 2006 | Grammy Latino | Melhor Álbum de Pop Contemporâneo Brasileiro | Venceu   |
| 2006 | Grammy Latino | Melhor Arte de Capa                          | Indicado |
| 2007 | Prêmio Echo   | Melhor Produção de Jazz                      | Indicado |

## Histórico de lançamento
| País           | Data                    | Formato(s)               | Gravadora(s)    | Ref.   |
| -------------- | ----------------------- | ------------------------ | --------------- | ------ |
| Reino Unido    | 13 de fevereiro de 2006 | CD, download digital, LP | Concord Records | [ 30 ] |
| Estados Unidos | 14 de fevereiro de 2006 | CD, download digital, LP | Concord Records | [ 31 ] |